# Epiplón mayor
El epiplón mayor (también conocido como epiplón gastrocólico, epiplón o, especialmente en animales, membrana) es un gran pliegue en forma de delantal de peritoneo visceral que cuelga del estómago. Se extiende desde la curvatura mayor del estómago, pasa por delante del intestino delgado y se dobla hacia atrás para ascender al colon transverso antes de llegar a la pared abdominal posterior. El epiplón mayor es, como su nombre indica, más grande que el epiplón menor, el cual cuelga desde el hígado hasta la curvatura menor. El término anatómico común "epiploico" deriva de "epiploon", del griego epipleein, que significa flotar o navegar, ya que el epiplón mayor parece flotar en la superficie de los intestinos. Es la primera estructura que se observa al abrir la cavidad abdominal por delante.

## Estructura

Epiplón mayor abajo a la derecha

El epiplón mayor es el mayor de los dos pliegues peritoneales . Consiste en una doble hoja de peritoneo, doblada sobre sí misma de manera que tiene cuatro capas.
Las dos capas del epiplón mayor descienden de la curvatura mayor del estómago y el comienzo del duodeno. Pasan por delante del intestino delgado, a veces tan bajo como la pelvis, antes de girar sobre sí mismos y ascender hasta el colon transverso, donde se separan y encierran esa parte del intestino.
Estas capas individuales son fácilmente visibles en los jóvenes, pero en el adulto están más o menos inseparablemente mezcladas.
El borde izquierdo del epiplón mayor se continúa con el ligamento gastroesplénico ; su borde derecho se extiende hasta el comienzo del duodeno .
El epiplón mayor suele ser delgado y tiene un aspecto perforado. Contiene algo de tejido adiposo, que puede acumularse considerablemente en personas obesas. Está muy vascularizado.

### Subdivisiones

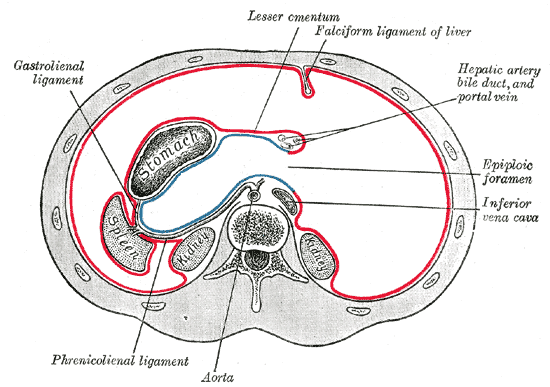
Disposición horizontal del peritoneo en la parte superior del abdomen (ligamento frenolienal etiquetado en la parte inferior izquierda)

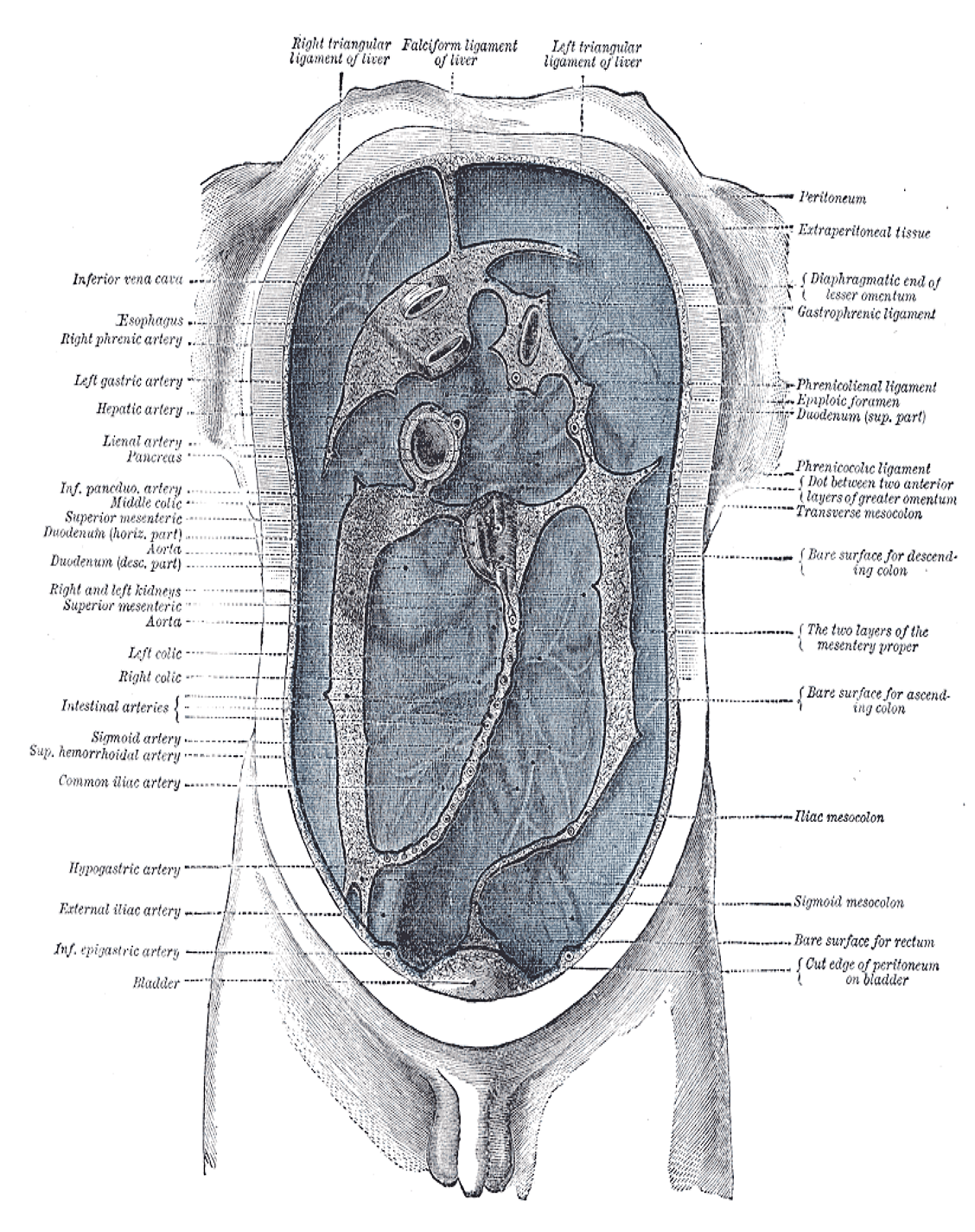
Diagrama para mostrar las líneas a lo largo de las cuales el peritoneo sale de la pared del abdomen para cubrir las vísceras (ligamento frenoesplénico etiquetado en el centro a la derecha)

El epiplón mayor a menudo se define para abarcar una variedad de estructuras. La mayoría de las fuentes incluyen las tres siguientes:
- Ligamento gastrofrénico: se extiende hasta la parte inferior de la cúpula izquierda del diafragma.
- Ligamento gastrocólico: se extiende hasta el colon transverso (en ocasiones, por sí solo, se considera sinónimo de "epiplón mayor" [4] )
- Ligamento gastroesplénico (o ligamento gastrolienal): se extiende hasta el bazo y recubre el riñón.

El ligamento esplenorrenal (o ligamento lienorrenal ) (desde el riñón izquierdo hasta el bazo) en ocasiones se considera parte del epiplón mayor. Se deriva del peritoneo, donde la pared de la cavidad peritoneal general entra en contacto con el saco menor entre el riñón izquierdo y el bazo; la arteria y la vena esplénicas pasan entre sus dos capas. Contiene la cola del páncreas, la única porción intraperitoneal del páncreas y los vasos esplénicos. Una o más de las oraciones anteriores incorpora texto de dominio público de la vigésima edición de Anatomía de Grey (1918)

#### Ligamento frenicosplenico
El ligamento frenoesplénico ( ligamento lienofrénico o ligamento frenolienal ) es un doble pliegue de peritoneo que conecta el diafragma torácico y el bazo.
El ligamento frenicosplénico es parte del epiplón mayor. Las distinciones entre el ligamento frenicosplénico y los ligamentos adyacentes, como los ligamentos gastrofrénico, gastroesplénico y esplenorrenal, que forman parte de la misma hoja mesentérica, son a menudo nebulosas.

### Suministro de sangre
Las arterias gastroepiploicas derecha e izquierda (también conocidas como gastroomentales) son las únicas que irrigan el epiplón mayor. Ambas son ramas del tronco celíaco. La arteria gastroepiplóica derecha es una rama de la arteria gastroduodenal, que a su vez es una rama de la arteria hepática común, que a su vez es una rama del tronco celíaco. La arteria gastroepiplóica izquierda es la rama mayor de la arteria esplénica, que es una rama del tronco celíaco. Las arterias gastroepiploicas derecha e izquierda se anastomosan dentro de las dos capas del epiplón mayor anterior a lo largo de la curvatura mayor del estómago.

### Desarrollo

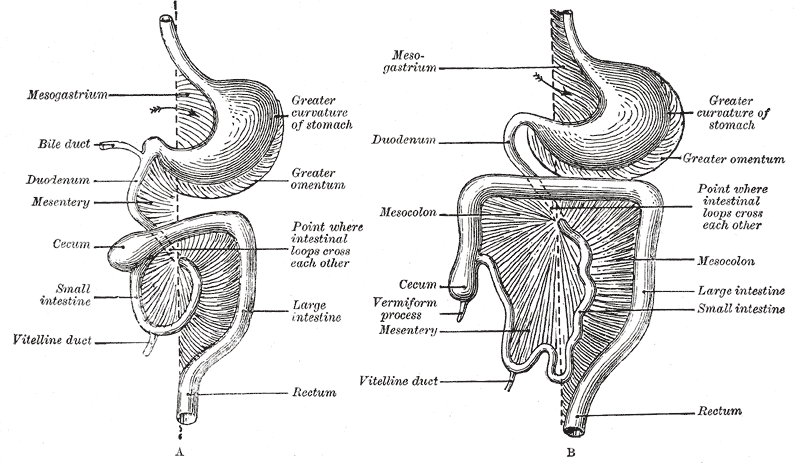
Dos de las etapas del desarrollo del tubo digestivo y su mesenterio. La flecha indica la entrada a la bolsa omental.

El epiplón mayor se desarrolla a partir del mesenterio dorsal que conecta el estómago con la pared abdominal posterior. Durante su desarrollo, el estómago experimenta su primera rotación de 90° a lo largo del eje del embrión, de modo que las estructuras posteriores se desplazan hacia la izquierda y las estructuras anteriores al estómago se desplazan hacia la derecha. Como resultado, el mesenterio dorsal se pliega sobre sí mismo, formando una bolsa con su extremo ciego en el lado izquierdo del embrión. Una segunda rotación de aproximadamente 90° del estómago, esta vez en el plano frontal, desplaza las estructuras inferiores si estaban originalmente a la izquierda del estómago, y superiores si estaban originalmente a la derecha del estómago. En consecuencia, el saco ciego (también llamado saco menor) formado por el mesenterio dorsal se desplaza hacia abajo, donde adopta su posición final como epiplón mayor. Crece hasta cubrir la mayor parte del intestino delgado y grueso.

## Funciones
Las funciones del epiplón mayor son:
- Depósito de grasa, que tiene cantidades variables de tejido adiposo[8]
- Aporte inmunológico, al tener manchas lechosas de macrófagos[8]
- Infección y aislamiento de heridas; También puede limitar físicamente la propagación de infecciones intraperitoneales.[8] El epiplón mayor puede encontrarse a menudo envuelto alrededor de zonas de infección y traumatismo.

## Importancia clínica

### Extirpación quirúrgica
La omentectomía se refiere a la extirpación quirúrgica del epiplón, un procedimiento relativamente simple sin efectos secundarios importantes documentados, que se realiza en los casos en los que existe la preocupación de que pueda haber diseminación de tejido canceroso en el epiplón. Ejemplos de esto son el cáncer de ovario y el cáncer de endometrio avanzado o agresivo, así como el cáncer intestinal y también el cáncer de apéndice . El procedimiento generalmente se realiza como complemento cuando se elimina la lesión primaria.

### Colgajo de epiplón
El epiplón mayor puede extraerse quirúrgicamente para reconstruir la pared torácica. También se ha utilizado experimentalmente para reforzar tejidos de bioingeniería trasplantados a la superficie del corazón para la regeneración cardíaca.

### Uso en cirugía cerebral
El epiplón mayor puede extraerse quirúrgicamente para proporcionar revascularización del tejido cerebral después de un accidente cerebrovascular.

## Historia
El epiplón mayor también se conoce como gran epiplón, epiplón gastrocólico, epiploon y calota.
En 1906, el cirujano James Rutherford Morrison describió el epiplón mayor como el "policía abdominal". Esto se debe a su función inmunológica, por la que el tejido epiplón parece "vigilar" el abdomen en busca de infecciones y cubrir las zonas infectadas cuando las encuentra, tapiándolas con tejido inmunológicamente activo.

## Imágenes adicionales

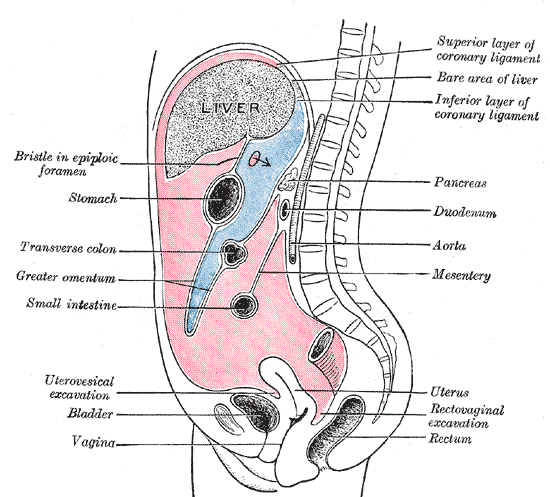
Disposición vertical del peritoneo. Cavidad principal, en rojo; bursa omental, en azul. (Etiquetado el epiplón mayor a la izquierda).
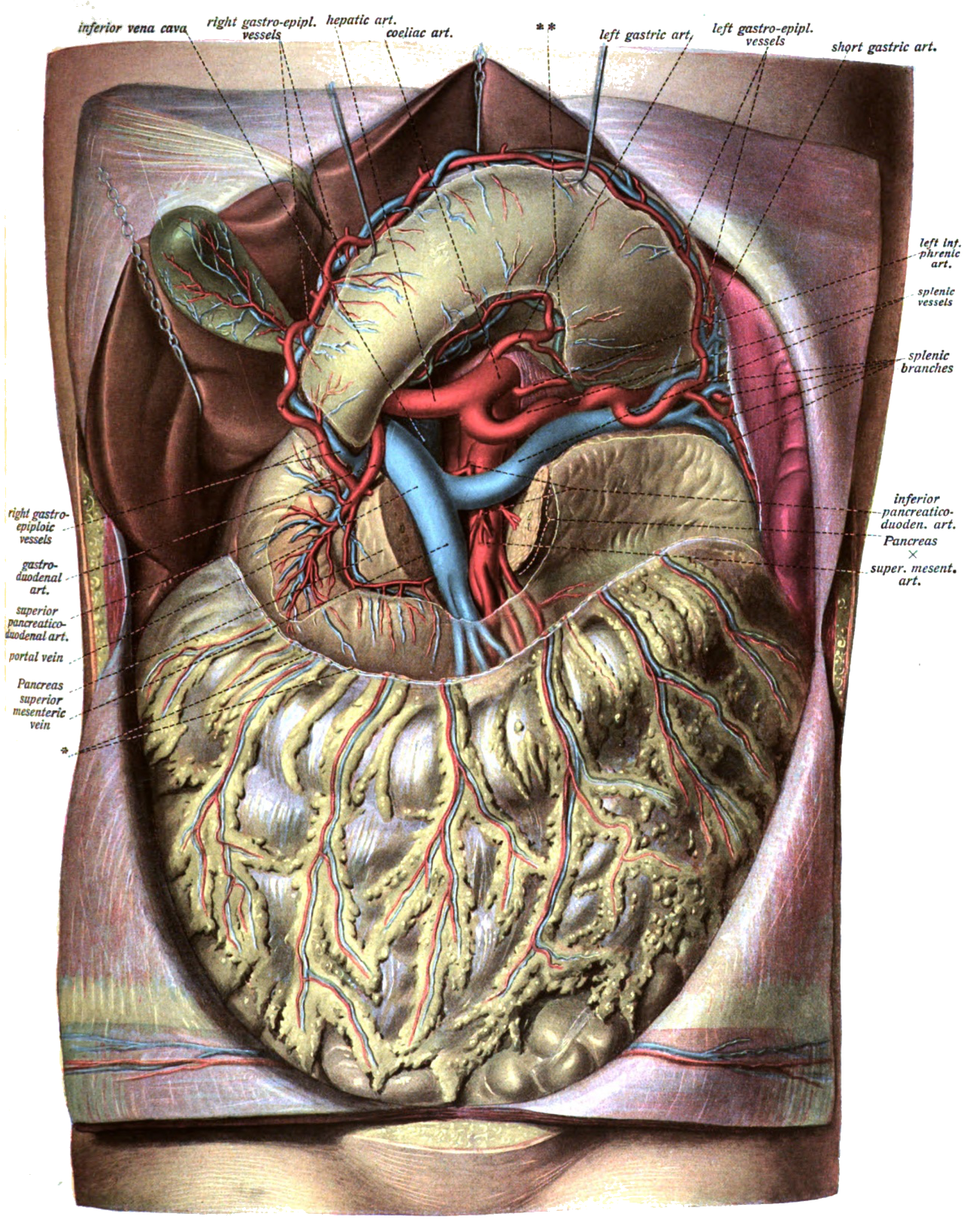
El epiplón mayor está unido a la porción inferior del estómago (aquí se corta la unión y se levanta el estómago).
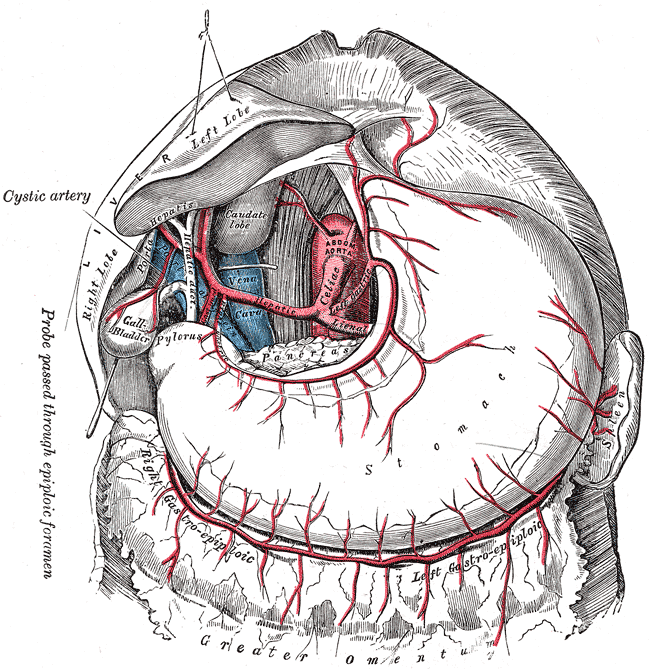
La arteria celíaca y sus ramas; el hígado ha sido levantado, y el epiplón menor y la capa anterior del epiplón mayor extirpados.
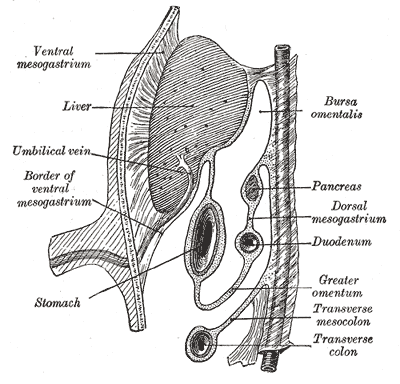
Figura esquemática de la bursa omental, etc. Embrión humano de ocho semanas.
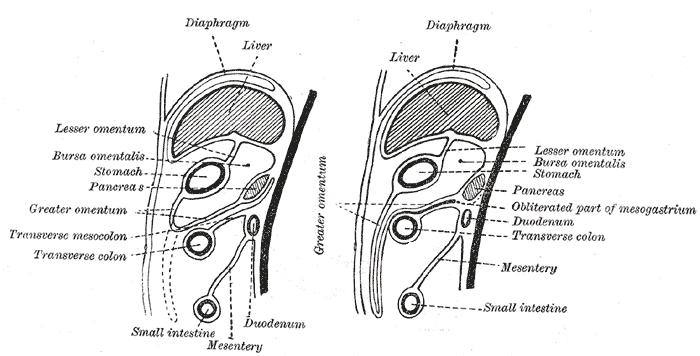
Diagramas para ilustrar el desarrollo del epiplón mayor y el mesocolon transverso.
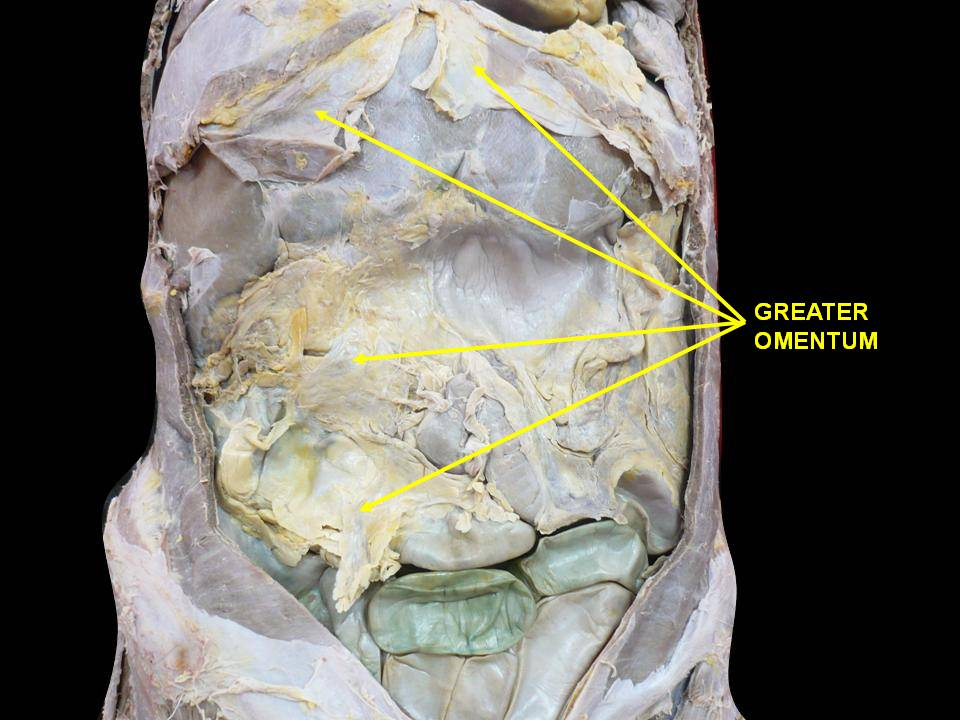
Epiplón mayor. Disección profunda.